# ТЕС Termopernambuco
8°24′18″ пд. ш. 34°58′1″ зх. д. / 8.40500° пд. ш. 34.96694° зх. д.
ТЕС Termopernambuco — теплова електростанція на сході Бразилії у штаті Пернамбуку, розташована дещо південніше від його столиці Ресіфі.
У 2004 році на майданчику станції ввели в експлуатацію парогазовий блок комбінованого циклу потужністю 532 МВт. У ньому працюють дві газові турбіни потужністю по 160,4  МВт, які через відповідну кількість котлів-утилізаторів живлять одну парову турбіну з показником 211 МВт (такий високий показник останньої забезпечується додатковими пальниками у котлах-утилізаторах).
ТЕС розрахована на споживання природного газу, який подали через спеціально прокладену перемичку довжиною 12 км та діаметром 400 мм від газогону Gasalp.
Видача продукції відбувається по ЛЕП, розрахованій на роботу під напругою 230 кВ.